# Salvatore Bologna
Salvatore Bologna (Palazzolo Acreide, 13 aprile 1938 – San Gregorio di Catania, 10 novembre 1979) è stato un carabiniere italiano, insignito di medaglia d'oro al valor civile alla memoria.